# Принцип Анни Кареніної
Принцип «Анни Кареніної» — описує ситуації, коли успіх будь-якого проекту, задуму чи справи можливий лише при одночасній наявності цілого ряду факторів і, отже, відсутність хоча б одного з таких факторів прирікає все підприємство на невдачу. Принцип був популяризований у книзі Джареда Даймонда «Зброя, мікроби і харч». У цій книзі Джаред Даймонд досліджує географічні, культурні, екологічні та технологічні чинники, що призвели до домінування західної цивілізації в усьому світі.
Назва походить від принципу однойменної книги Льва Толстого, яка починається:
«Всі щасливі сім'ї схожі одна на одну; кожна нещаслива сім'я нещаслива по-своєму.»
У статистиці термін принцип Анни Кареніної використовується для опису значущості випробування: Є будь-яка кількість способів, в яких набір даних може порушити нульову гіпотезу, і тільки один, в  якому всі припущення виконані.
Джаред Даймонд з його допомогою пояснює, чому людиною було приручено так мало тварин — для успішного приручення необхідно збіг декількох факторів, а відсутність одного з них робить одомашнення неможливим.
Економісти використовують принцип Анни Кареніної, кажучи про адаптацію систем до зовнішнього середовища і їх поведінку в період кризи: всі добре пристосовані системи мають однакові риси, а всі непристосовані системи не справляються з адаптацією кожна по-своєму.

## Тези «невдалого» приручення за Даймондом
В 9 розділі «Зброї, мікробів та харчу», Даймонд виокремлює шість груп причин невдалого одомашнення тварин:
- Раціон — Кандидат на одомашнення повинен бути невибагливий в їжі. Надто перебірливі тварини непридатні: аж надто багато метушні вимагає істота, що харчується, наприклад, виключно фініками.

«Навіть серед травоїдних та всеїдних є багато видів, приміром коала, із надто перебірливими харчовими уподобаннями, щоб зарекомендувати себе як свійську тварину».
- Швидкість росту — Тварина має рости досить швидко, щоб її розведення було економічно доцільним. Наприклад, людині, яка має намір розводити слонів та горил, довелося б чекати 15 років до досягнення слоном та горили зрілості.
- Проблеми з розмноженням у неволі — Деякі тварини ніяк не хочуть плодитися в штучних умовах. Так самцеві гепарда у своєму природному середовищі доводиться переслідувати самку кілька днів, щоб спровокувати у неї овуляцію. У зв'язку з цим гепарди, хоч і помітно перевершують собак як мисливських тварин, проте з великими труднощами піддаються розведенню.

«У природних умовах кілька братів-гепардів переслідують самицю кілька днів, і, судячи з усього, без такого непростого залицяння, протягом якого покриваються величезні відстані, у самиці просто не починається овуляція і вона не підпускає до себе сексуального партнера. Як правило, в неволі цей витончений ритуал залицяння гепарди відмовляються виконувати.»
- Лютий темперамент — Деякі види поводяться надто недружелюбно, щоб бути хорошим кандидатом на одомашнення. Зокрема, зебра була б відмінним кандидатом, якби не її норовливий характер.

«Один з найбільш наочних прикладів дурного поводження — північноамериканський грізлі. М'ясо ведмедів є найціннішим делікатесом; їх вага досягає 1700 фунтів; будучи іноді спритними мисливцями, вони дотримуються головним чином рослинної дієти, яка до того ж надзвичайно різноманітна; вони із задоволенням споживають відходи з нашого столу (що створює серйозні проблеми адміністраціям Єллоустонського національного парку і заповідника Глейшер Бей); нарешті, вони порівняно швидко підростають. Веди вони себе в неволі пристойніше, грізлі були б просто мрією м'ясовиробника. Айни, які проживають в Японії, здійснили повчальний експеримент — у них був обряд, частиною якого є вирощування ведмежат. Однак зі зрозумілих причин айни вважали розсудливим вбивати і з'їдати спіймане однорічне ведмежа. Тримати ведмедів довше цього терміну було б самогубством — особисто я не знаю жодного дорослого грізлі, якого б вдалося приручити.»
- Схильність до паніки — Різні види по-різному реагують на небезпеку. Тварини, негайно впадають у втечу при першій загрозі, чи зручні для утримання в господарстві.

«Тільки уявіть собі, що таке тримати домашніх тварин, які в загоні метушаться і сліпо б'ються об огорожу, при цьому стрибають на відстань до 9 метрів і розвивають швидкість до 80 км/год на годину!»
- Соціальна структура — Незалежні індивідуалісти — також погані кандидати. Найкраще підходять для розведення тварини з чітко визначеної соціальної ієрархією.

«… Товсторіги підходять нам і схожі з муфлонами за всіма параметрами, крім одного принципового: їм не властивий шаблон поведінки, в рамках якого одні особини поводяться покірно по відношенню до інших, чиє вище положення вони визнають.»

## Економіка та принцип «Анни Кареніної»
Пейпал-підприємець та капіталіст Пітер Тіль починає свою книгу «Від нуля до одиниці» з посиланням на принцип «Анни Кареніної», показуючи наслідкові процеси у бізнесі. Тіль зазначає, що усі компанії різні, та нещасні вони тоді, коли їм не вдається уникнути «однаковості» чи конкурентності. Ця концепція була взята з його статті в The Wall Street Journal, як «Competition Is For Losers».